# Тест способности
Тест способности је врста теста намењена испитивању одређених диспозиција за успешно обављање извесних активности. Ови тестови могу испитивати општу способност (тестови интелигенције) или неку специфичну сензорну или моторну способност. Тестови способности имају најбоље метријске карактеристике, тако да су синоним за тестове уопште.